# K. A. Bertini
K. A. Bertini (născut Kalman-Aharon Golergant; în ebraică קלמן אהרון ברתיני, transliterat: Kalman Aharon Bertini; în rusă К. А. Бертини; n. 15 iunie 1903, Briceva, Imperiul Rus – d. 20 februarie 1995, Israel) a fost un poet, publicist și traducător israelian, evreu originar din Basarabia. A fost tatăl dirijorului și compozitorului Gary Bertini. 

## Biografie
S-a născut  în 1903 sub numele Kalman Aharon (Arn) Golergant în colonia evreiască Briceva (acum în raionul Dondușeni, Republica Moldova) din ținutul Soroca, gubernia Basarabia, (Imperiul Rus), în familia lui David și Elka Golergant. A studiat la hederul din satul natal și, ulterior, la gimnaziul ebraic din Bălți. A absolvit studii iudaice la Universitatea Carolină din Praga (1923-1925) și la Sorbona din Paris (1925-1927). Din 1927 până în 1940, a predat în școlile ebraice ale rețelei „Tarbut” din Basarabia și chiar a servit ca director al liceului evreiesc al aceleiași rețele din Soroca.
A debutat cu poezii în ziarul HaOlam („Lumea”, editat de Haim Greenberg) în 1924, prima colecție de poezii Tmol dehe („Trecutul estompat”) a fost publicată la Chișinău în 1939. În același an a publicat o colecție de povești pentru copii și a participat la o altă colecție comună (împreună cu Mordehai Goldenberg, I. Weinstein și Levin Kipnis).
În anii 1938-1939, împreună cu Zolmen Rozental și D. Vinnitski a editat publicațiile educaționale și pedagogice Min haTsad („Dintr-o parte”) și Pinkasi („Caiet”), publicate de rețeaua gimnazială „Tarbut în Basarabia”. Împreună cu B. Mednikov au compilat un manual de terminologie în ebraică pentru școlari despre istoria naturală, fizică, chimie, anatomie și igienă.
Odată cu izbucnirea celui de-al doilea război mondial, a fost exilat în Siberia, a supraviețuit, iar în 1946 a plecat cu familia în România, și de acolo, a emigrat în Israel (Palestina mandatară) în 1947, unde a lucrat inițial ca profesor de literatură în Petah Tikva și Tel Aviv. A prietenit și colaborat cu un alt scriitor basarabean B. I. Michali, cu care a publicat o serie de colecții de eseuri despre istoria evreilor și literatura ebraică din Basarabia. În anii 1965-1970 a editat revista Moznaim, revista Asociației Scriitorilor Evrei din Israel; ulterior, a fost editor al seriei Mivkhar sifrutenu laam (1965-1974).

## Cariera literară
Poezia sa a evoluat de la poezia lirică, la poezia modernă, printre lucrările sale se numără: Milail ad boker („Din noapte până dimineața”, 1951); Marot al haefer („Imagini pe cenușă”, 1954); Shvil kakhol („Calea albastră”, 1961), Bakbuk al pne hamaim („Sticla pe apă”, 1969), Makhshakim Udrahim („Întuneric și drumuri”, 1974), Kol hatsvaim hahem: shirey Yerushalaim ve-shirim aherim („Toate aceste culori: poezii despre Ierusalim și alte poezii”, 1978), Hayain hakar („Vin rece”, 1982), Leorekh hayamim vele-nut hamaim („Curge prin zile”, 1988). Aceasta abordează bătrânețea și îmbătrânirea, subiecte pe care puțini poeți evrei moderni le-au abordat. Poeziile sale s-au schimbat și odată cu modificările gustului și poeziei ebraice.
În 1953, împreună cu Eliagu Meitus, a pregătit o ediție jubiliară a operelor prozatorului basarabean Șlomo Gilels (Shai lesShlomo – „un cadou de la Șlomo”). În 1970 a compilat o carte memorială bilingvă (idiș și ebraic) a evreilor din Briceva. A fost unul dintre redactorii secțiunii evreilor basarabeni din multivolumul „Enciclopedia diasporei evreiești” (volumul 2).  
În 1977 a câștigat Premiul „Tchernichovsky” pentru traduceri exemplare. Bertini a tradus în ebraică lucrări de literatură rusă (povești de Leonid Andreev, Rina Levinzon), română (poezii de Maria Banuș) și franceză (Nathalie Sarraute, A. Fournier, „Gargantua și Pantagruel” de François Rabelais). Însă, în special a tradus mai mult din idiș: poezii de H. Leivik, Abraham Sutzkever, Iankev Friedman, Marc Chagall, Itzik Manger, David Hofshtein, Iosef Burg, Șloime Bikl, o colecție de povești de Moishe Altman compilată de Bertini (intitulată Beomek harei – „În adâncimea oglinzii”, 1967), romanul „Stelele rătăcitoare” de Șalom Aleihem și altele.